# NKラドニク・ヴェリカ・ゴリツァ
NKラドニク・ヴェリカ・ゴリツァ（NK Radnik Velika Gorica）は、クロアチアのザグレブ郡ヴェリカ・ゴリツァをホームタウンとしたサッカークラブである。

## 歴史
1945年に創設された。
クロアチア独立後は1992年にプルヴァHNLに昇格した。1993-94シーズンはリーグ戦34試合で109失点を記録、1994年6月5日にスタディオン・ポリュドで行われた第32節のハイドゥク・スプリト戦ではトミスラフ・エルツェッグのハットトリック等で0-10の歴史的大敗を喫した。同年、ドルガHNLに降格した。
2009年にラドニクと1934年創設のポレトが合併してHNKゴリツァが創設された。

## 歴代所属選手
- アンドレイ・パナディッチ